# Charles Douglas Richardson

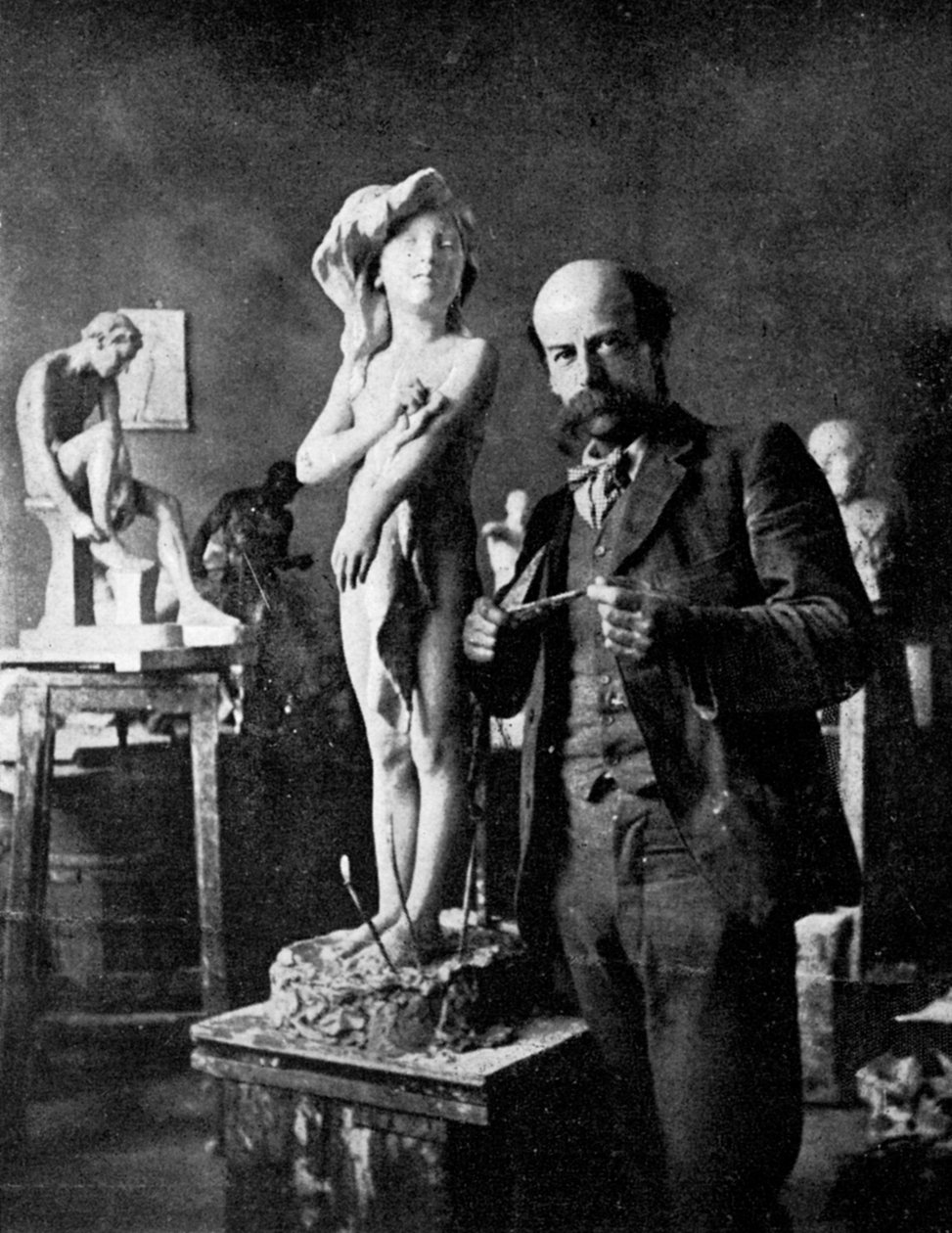
Porträt des Künstlers, 1900, (Unbekannter Fotograf)

Charles Douglas Richardson (* 7. Juli 1853 in Islington, London; † 15. Oktober 1932 in Brighton) war ein anglo-australischer Maler, Grafiker, Bildhauer und Kunstakademielehrer. In den 1880er Jahren war er Mitglied der Heidelberg School und beteiligte sich mit seinen Werken an der Ausstellung The 9 by 5 Impression Exhibition von 1889 in Melbourne.

## Leben
Charles Douglas Richardson wurde 1853 als zweiter Sohn des Künstlers John Richardson (1818–1862) und seiner Frau Mary Frances, geb. Holmes, geboren. Die Familie zog 1858 nach Victoria (Australien) zu Johns Bruder Thomas Elliott (1814–1869), einem presbyterianischen Pfarrer und Herausgeber des Portland Guardian. John Richardson richtete sich in Portland ein Atelier ein, zog aber 1860 nach St. Kilda in Melbourne.

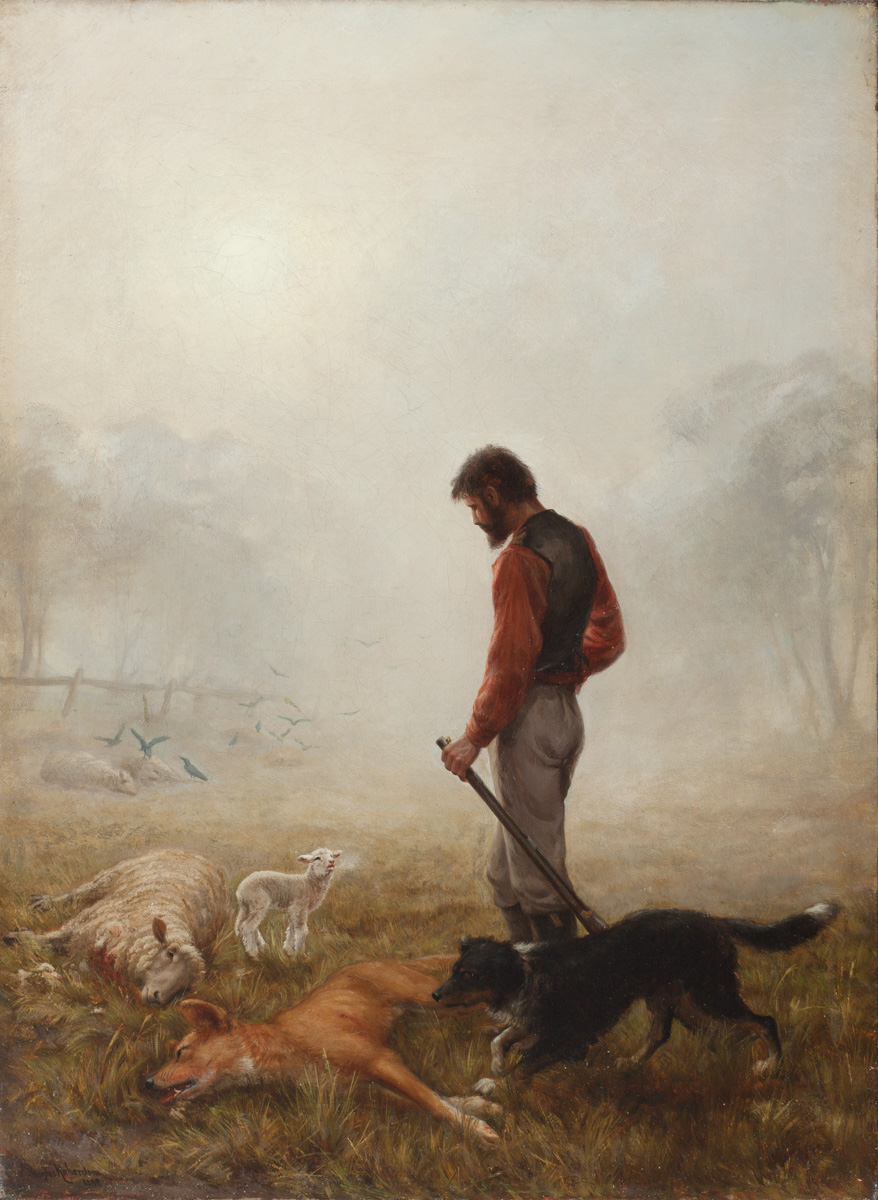
The Last of the Flock: An Incident in Australia, 1882.

Charles Douglas erhielt seine Ausbildung am Scotch College und studierte ab 1869 an der School of Design in Carlton. In den Jahren von 1871 bis 1873 (während seiner Lehrzeit bei den Lithographen De Gruchy & Leigh) studierte er an der Design School der National Gallery of Victoria bei Thomas Clark und 1878–1880 bei Oswald Campbell. Im Jahr 1880 setzte sich Richardson zusammen mit Tom Roberts erfolgreich für die Schaffung von Kursen für Aktzeichnen ein. In den Jahren von 1877 bis 1881 stellte Richardson Gemälde in der Victorian Academy of the Arts aus und schuf Lithografien für den Australian Pictorial Almanac (1880).
1881 ging Richardson nach London und schrieb sich im März des folgenden Jahres für einen sechsjährigen Kurs an der Royal Academy of Arts ein. Dort schloss er sich Tom Roberts und Bertram Mackennal an, mit denen er zeitweise sein Atelier teilte. Er gewann 1883 und 1884 drei Preise für Zeichnung und Bildhauerei, darunter einen zweiten und einen dritten Platz bei den Armitage Awards. Er stellte 1885 in der Royal Academy aus (The Passing of Arthur und die Skulptur The Wheelwright) und 1888 eine weitere Skulptur Mother and Child. In diesem Jahr unternahm er Reisen nach Italien und Frankreich.

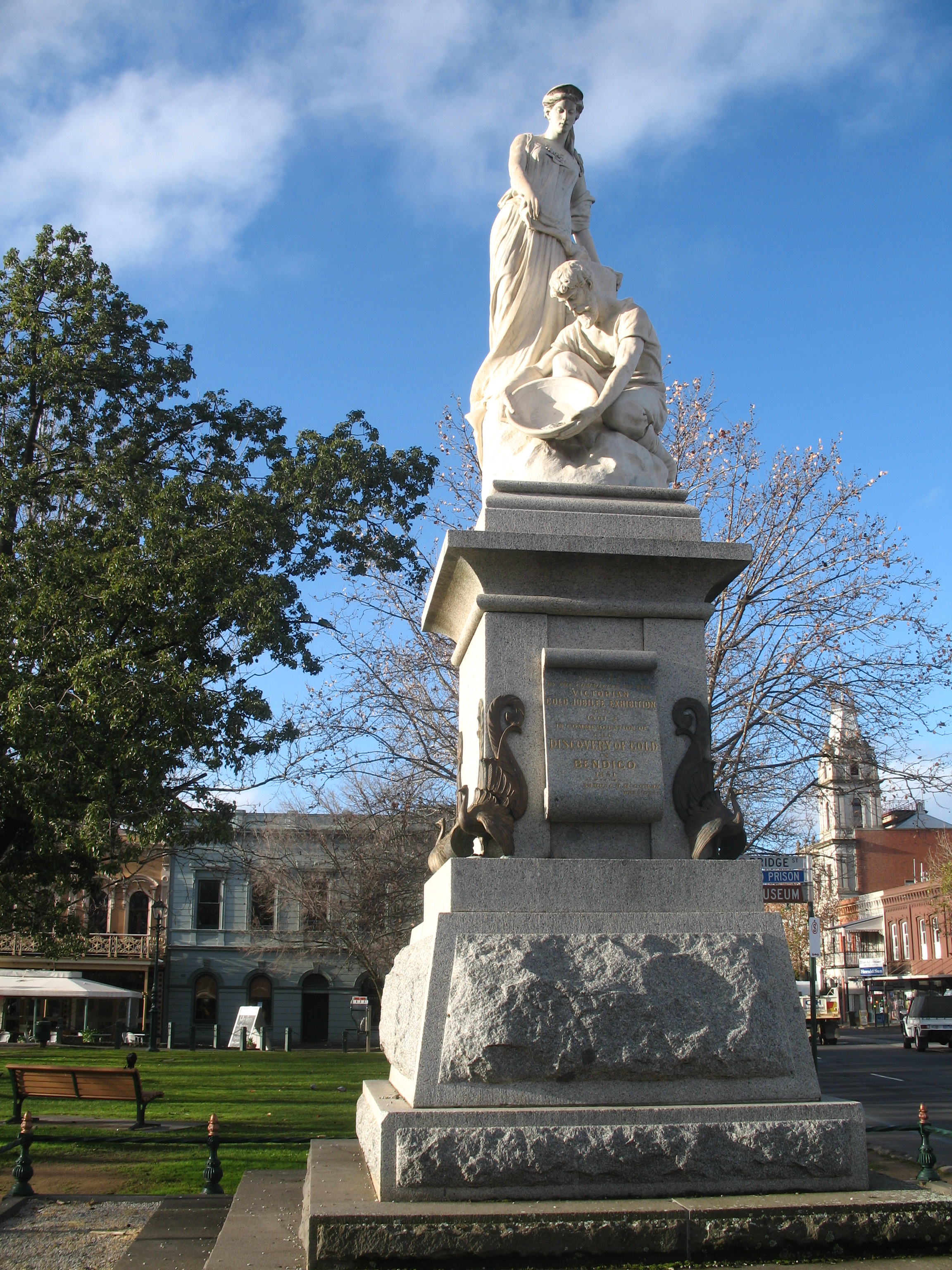
The Discovery of Gold, 1906. Bendigo, Victoria, Australia.

1889 kehrte Charles Douglas Richardson nach Melbourne zurück, stellte im Mai akademische Gemälde bei der Victorian Artists Society aus und zeigte im August 1889 zusammen mit Tom Roberts, Arthur Streeton, Charles Conder, Frederick McCubbin, Roger Eykyn Falls und Herbert Daly in der berühmt gewordenen Ausstellung The 9 by 5 Impression Exhibition Wachsreliefs und farbig gefasste Gipsabgüsse von Skulpturen.
In den Jahren von 1890 bis 1897 unterrichtete Richardson als Leiter der Klasse für das Aktzeichnen an der Victorian Artists Society und stellte sowohl Malerei als auch Skulpturen aus. Zusammen mit Margaret Baskerville, Web Gilbert und anderen gründete er 1898 die einflussreiche Yarra Sculptors’ Society. Eine große Bronzekopie von Giambolognas Merkur entstand 1899 für die Melbourne Age (Tageszeitung) und 1900 schuf er sein vielbeachtetes Werk The Cloud. In den Jahren von 1902 bis 1906 arbeitete er an seinem Auftrag für eine Marmorgruppe The Discovery of Gold (Bendigo).
Charles Douglas Richardson heiratete die Künstlerin Margaret Baskerville am 23. Dezember 1914 in East Malvern; sie arbeiteten gemeinsam an vielen Projekten. In den Jahren von 1922 bis 1924 arbeiteten sie an dem Relief The Dance of the Hours für das Foyer des Capitol Theatre in Melbourne. Neben dem Unterricht in Zeichnen und Bildhauerei entwarf Richardson mehrere Kriegsdenkmäler und Gedenkmedaillen. 

Er starb ohne Nachkommen am 15. Oktober 1932 in Brighton.

The Cloud (Die Wolke), Gips mit bronziertem Finish
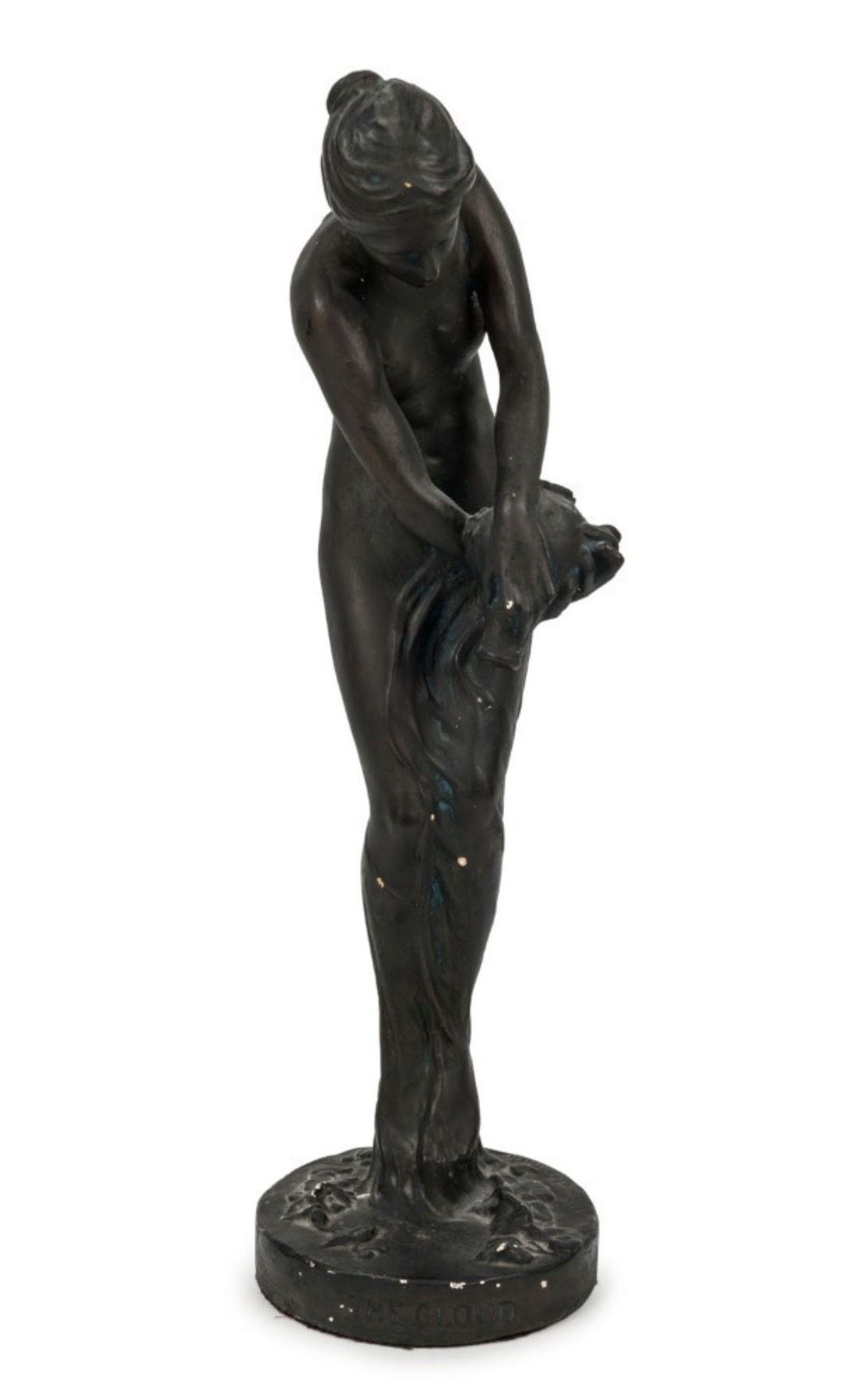
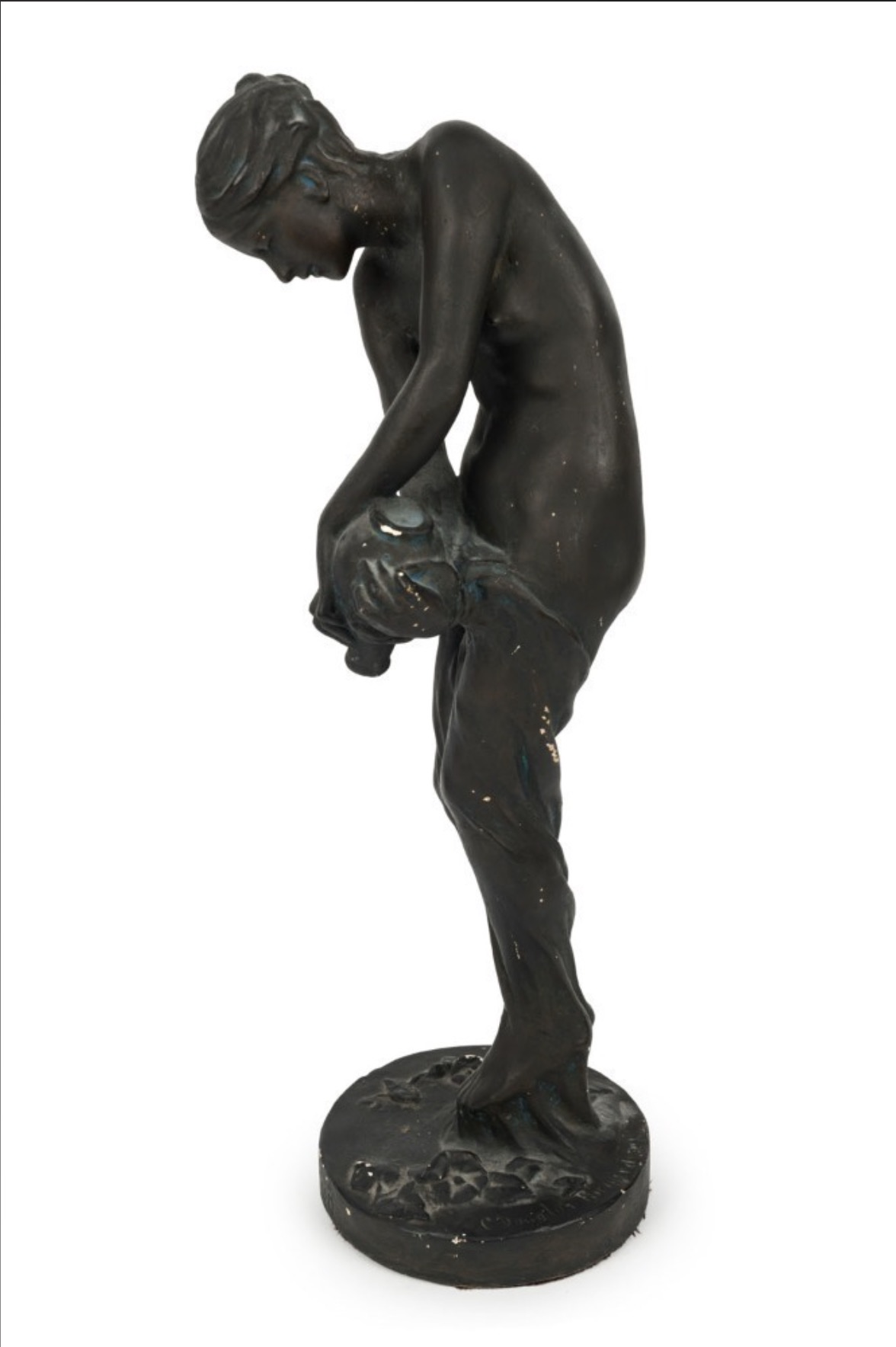
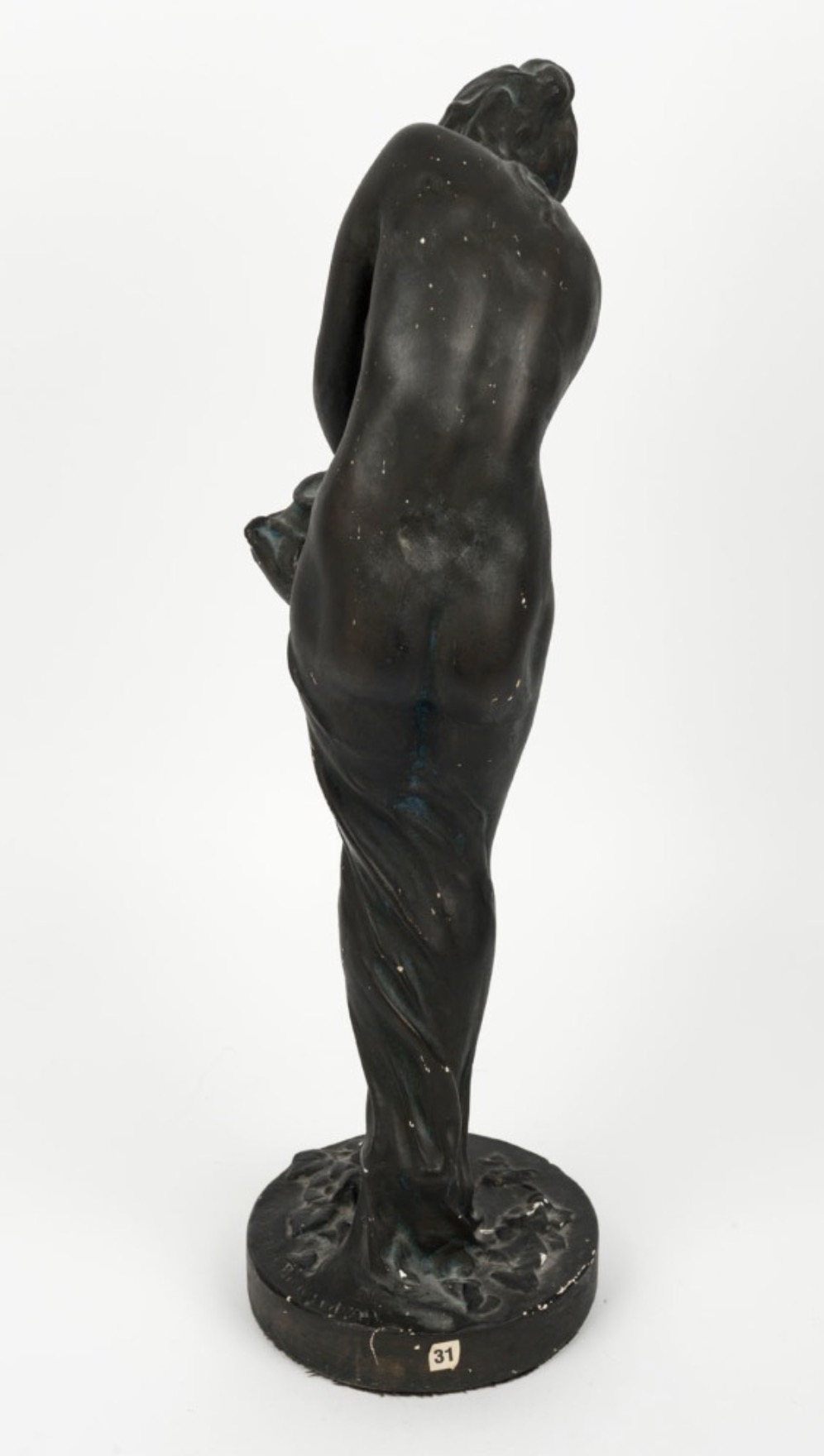
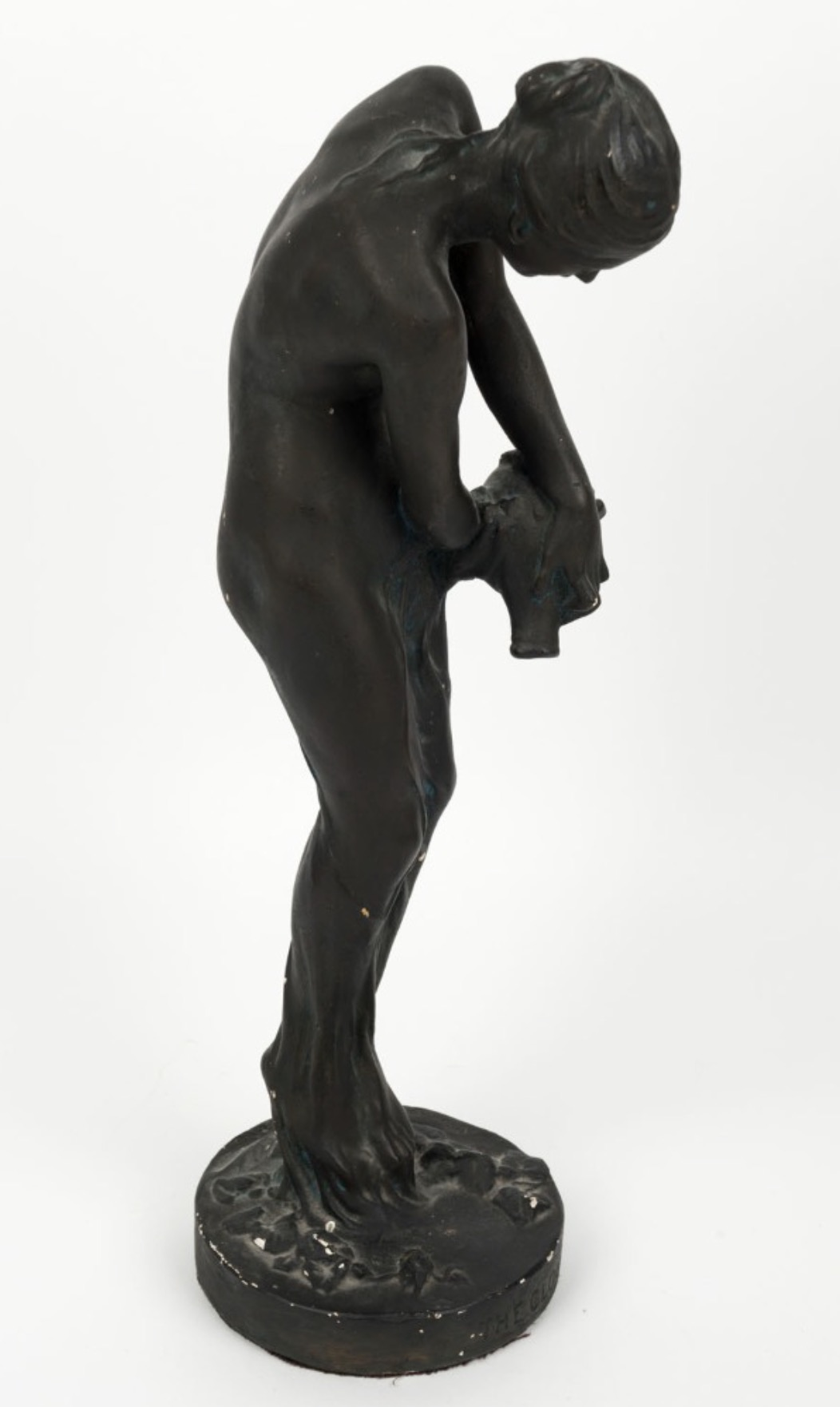
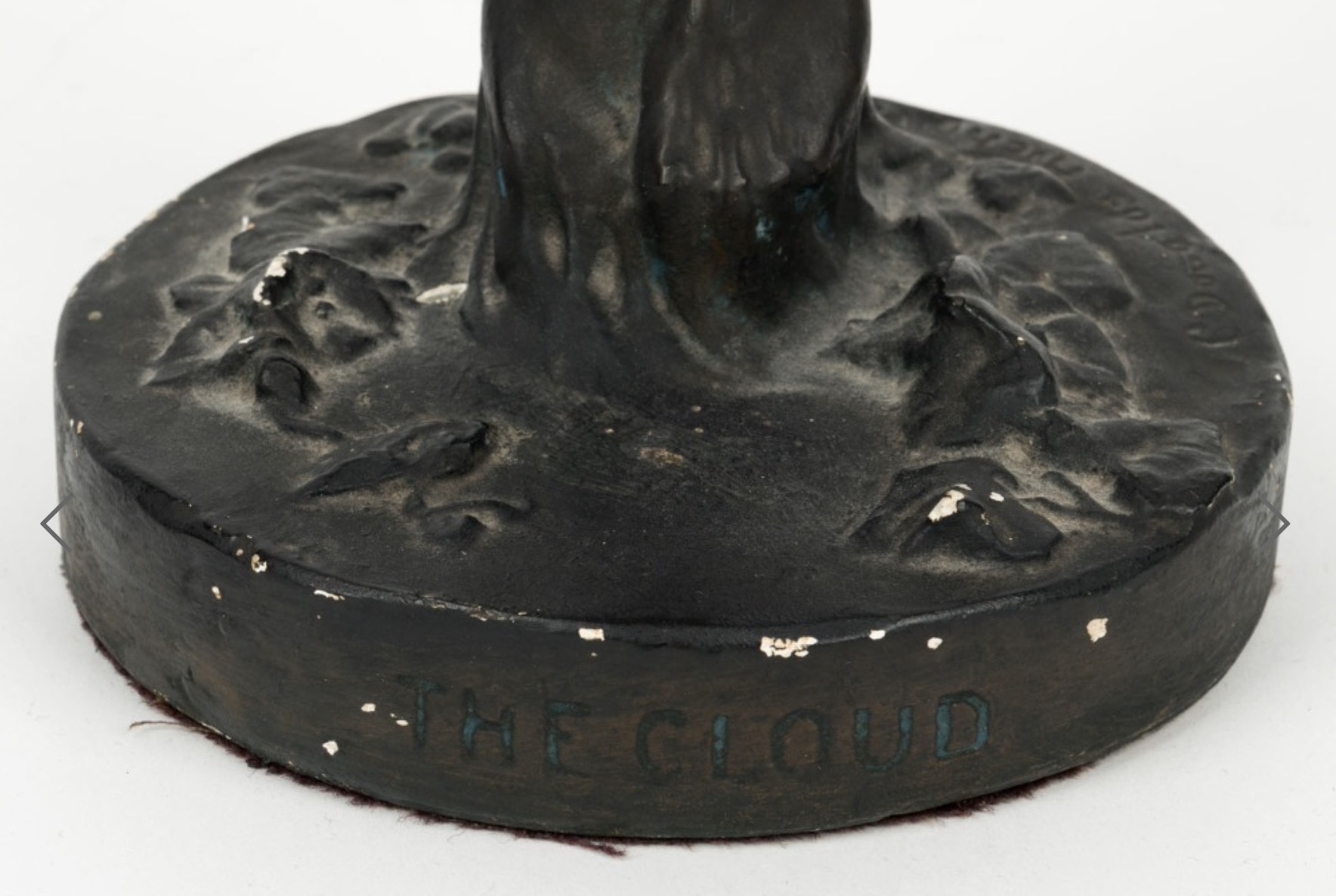
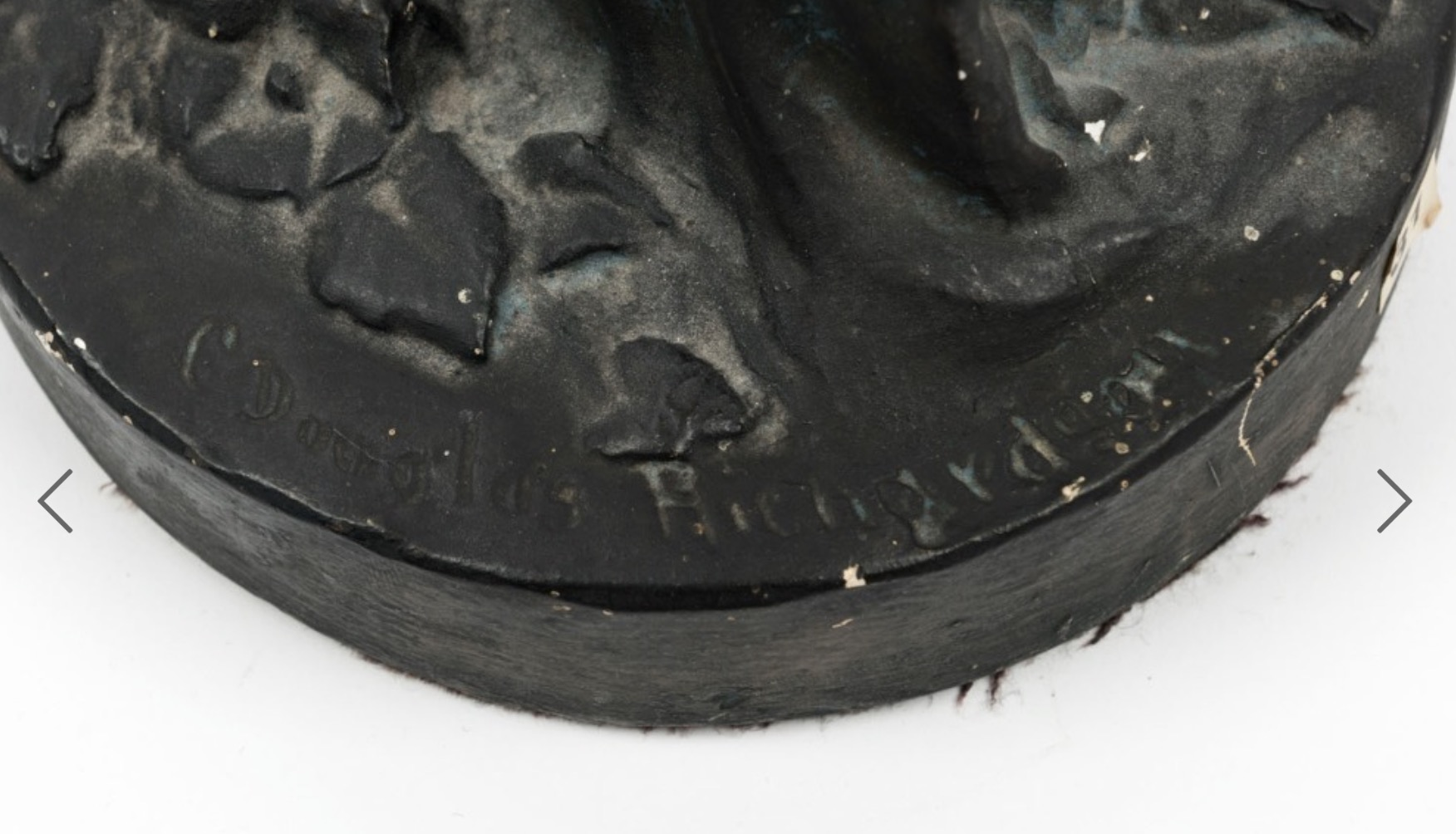